# Вавай
Вавай — река на острове Сахалин.
Впадает в озеро Большое Вавайское, протекает по территории Корсаковского городского округа Сахалинской области.
Общая протяжённость реки составляет 16 км. Площадь водосборного бассейна составляет 65,7 км². Общее направление течения с востока на запад.

## Данные водного реестра
По данным государственного водного реестра России относится к Амурскому бассейновому округу.
Код объекта в государственном водном реестре — 20050000212118300006014.